# High School Musical - La selección Volúmen 1
High School Musical - La selección Volúmen 1 è un album pubblicato nel 2007 da Sony.
Si tratta delle migliori tracce cantante durante il programma High School Musical - La selección.

## Tracce
1. Estamos Todos Juntos - Tutti
2. Sueña - Fabiola Paulin e Lydia
3. Eres Tu - Fernando Soberanes e Stephie Camarena
4. Amigo Fiel - Antonio, Alexis e Jorge Blanco
5. Pon Tu Mente En El Juego - Cristobal Orellana e César Viramontes
6. Algo Va A Empezar - Gerardo Velazquez e Mariana Magaña
7. Mi Reflejo - Fabiola Paulin
8. La Bella Y La Bestia - Stephie Camarena ed Eunice
9. No Me Digas Que No - Rodrigo e Carolina Ayala
10. Tras Nubes - Pahola e Berenice